# Apristurus sibogae
Apristurus sibogae és un peix de la família dels esciliorrínids i de l'ordre dels carcariniformes.

## Morfologia
Els mascles poden arribar als 21 cm de longitud total.

## Reproducció
És ovípar.

## Distribució geogràfica
Es troba a les costes d'Indonèsia (entre Borneo i Sulawesi).